# Parafia Najświętszej Maryi Panny Królowej Polski w Nasutowie
Parafia NMP Królowej Polski w Nasutowie – parafia rzymskokatolicka należąca do dekanatu Lublin – Północ archidiecezji lubelskiej.
Erygowana została 13 października 1989 przez bpa Bolesława Pylaka. Jej terytorium wydzielono w całości z parafii Dys. 

## Zasięg parafii
Do parafii należą wierni z miejscowości: Nasutów, Nowy Staw, Stary Tartak, Stoczek-Kolonia.

## Proboszczowie
- ks. kan. Henryk Olech (1989–2002)
- ks. kan. Tadeusz Siwkiewicz (2002–2003)[2]
- ks. kan. Stanisław Grzesiuk (2003–2012)[2]
- ks. kan. Adam Buczyński (od 2012)[2]